# 내일은 수학왕
내일은 수학왕은 내일은 발명왕 다음으로 나온 아이세움의 만화책이다. 10권 이후 더 이상 출간하지 않고 있다.
내일은 수학왕에는 특별부록이 들어있다.

## 등장인물
- 강무한: 수학바보이지만 조금씩 성장해 간다.
- 공수식선생님: 처음엔 수학을 싫어했다가 캠프에 참가하자 무한이한테수학을 잘 가르친다.홍일점선생님을 마녀라고 한다.
- 함수영: 제 1회 수학 창의력 대회의 우승자이다. 수학을 엄청 잘해서 신문으로도 알려졌다.거의 수학자 수준이다.
- 태빈: 국민 남동생이자 수학캠프에 나왔다.1년 전에 함수영을 만난다
- 나세리: 우리나라 최고의수학 교육사장의 딸이다. 4권부터 강무한을 좋아하기 시작한다.1년전에 병원에서 함수영을 만난다.
- 우호진: 1반의 에이스로 전국 1등. 강무한이 같은 반 친구들 사이에 섞이는 것을 보며 뿌듯함을 느낀다.3년 전에 공원 벤치에서 함수영을 만난다.
- 홍일점선생님: 공수식선생님이 마녀라고 부를 정도로 공수식선생님앞에선 무섭지만 8반 얘들 앞에선 수학공부도 잘 가르쳐 주시는 착한 선생님이다.
- 하소연: 8반의 리더로 오빠가 내일은 실험왕에 나오는 하지만이다. 수첩에 무언가를 적는 것을 좋아한다.
- 안경태: 말 그대로 안경을 쓰고 있다. 엄마한테 혼나는 것을 싫어하는 마마보이.
- 지성미: 1인실을 차지한 여학생이다. 무조건 1등을 하고싶어한다. 하지만 수학실력은 중간이다. 잘난척이 심하다.
- 1반 담임선생님: 1반의 담임선생님으로 지성미와 같이 잘난척을 한다.
- 수학왕 캠프 단장님: 1인실 경쟁 문제를 낸 선생님이며 수학왕 캠프의 문제를 냈다.
- 교육부 장관님: 교육부 장관이며 장관답지 않게 수학실력은 엉터리이다. 강무한을 싫어한다.
- 창의 초등학교 교장선생님:강무한이 다니는 학교의 교장선생님이다. 강무한이 자기학교의 인재라고 생각하고 과자를 준다.

## 같이 보기
- 아이세움
- 내일은 실험왕
- 내일은 발명왕
- 내일은 로봇왕